# Ло Руссо, Стефано
Стефано Ло Руссо (итал. Stefano Lo Russo; род. 15 октября 1975, Турин) — итальянский политик, мэр Турина (с 2021).

## Биография
Родился 15 октября 1975 года в Турине, всю жизнь провёл в квартале Санта-Рита. Ординарный профессор прикладной геологии Отделения инженерии окружающей среды, территории и инфраструктуры Туринского политехнического университета.
В 2006 году избран в коммунальный совет Турина от коалиции Олива, в 2013 году в качестве представителя Демократической партии вошёл в городскую администрацию, где отвечал за градостроительную политику, в 2016—2021 годах возглавлял фракцию ДП в коммунальном совете.
17—18 октября 2021 года при явке 42,14 % победил во втором туре муниципальных выборов в Турине с результатом 59,2 %. Левоцентристский блок во главе с Ло Руссо (кроме ДП, в него вошли несколько небольших местных списков, а также объединение партий Первая статья и Социалистической, не добившееся ни одного мандата) получил 24 места в муниципальном совете, правоцентристам Паоло Дамилано (с участием Братьев Италии и Лига Сальвини Пьемонт) достались 12 мест, а коалиции Движения пяти звёзд и Зелёной Европы, заручившейся в первом туре поддержкой только 9 % избирателей — 2 места.
27 октября 2021 года официально вступил в должность мэра. Ло Руссо предложил правоцентристам конструктивное сотрудничество, но Дамилано, поблагодарив «за протянутую руку», отказался, заявив, что правление левых не принесло Турину благополучия. Кандидатка Д5З на пост мэра Валентина Сганга накануне второго тура не обращалась к своим сторонникам с призывом поддержать кого-либо из претендентов, но 19 октября сообщила в своём Фейсбуке, что проголосовала за Ло Руссо.
В январе 2023 года Стефано выразил надежду, что российские и украинские спортсмены примут участие в зимней Универсиаде 2025 года, которая пройдёт в Турине: «Спорт будет очень важным посланием мира, инклюзивности и интеграции…».